# Hunter Pence
Hunter Andrew Pence (ur. 13 kwietnia 1983) – amerykański baseballista, który występował na pozycji zapolowego.

## Przebieg kariery

### Houston Astros
W 2002 został wybrany w 40. rundzie draftu, jednak nie podpisał kontraktu, gdyż zdecydował się podjąć studia na University of Texas at Arlington, gdzie w latach 2003–2004 grał w drużynie uniwersyteckiej Texas-Arlington Mavericks. W czerwcu 2004 został wybrany w drugiej rundzie draftu przez Houston Astros i początkowo występował w klubach farmerskich tego zespołu, między innymi w Round Rock Express, reprezentującym poziom Triple-A.
W Major League Baseball zadebiutował 28 kwietnia 2007 w meczu przeciwko Milwaukee Brewers, w którym zaliczył single'a i zdobył runa. 5 maja 2007 w spotkaniu z St. Louis Cardinals zdobył grand slama, będącym jego pierwszym home runem w MLB. 3 lipca 2007 w meczu z Philadelphia Phillies zdobył walk-off home runa w drugiej połowie trzynastej zmiany. W sezonie 2007 uzyskał średnią 0,322 i zdobył 17 home runów, a w głosowaniu do nagrody NL Rookie of the Year zajął 3. miejsce za Ryanem Braunem z Milwaukee Brewers i Troyem Tulowitzkim. W 2009 i 2011 był wybierany do Meczu Gwiazd.

### Philadelphia Phillies

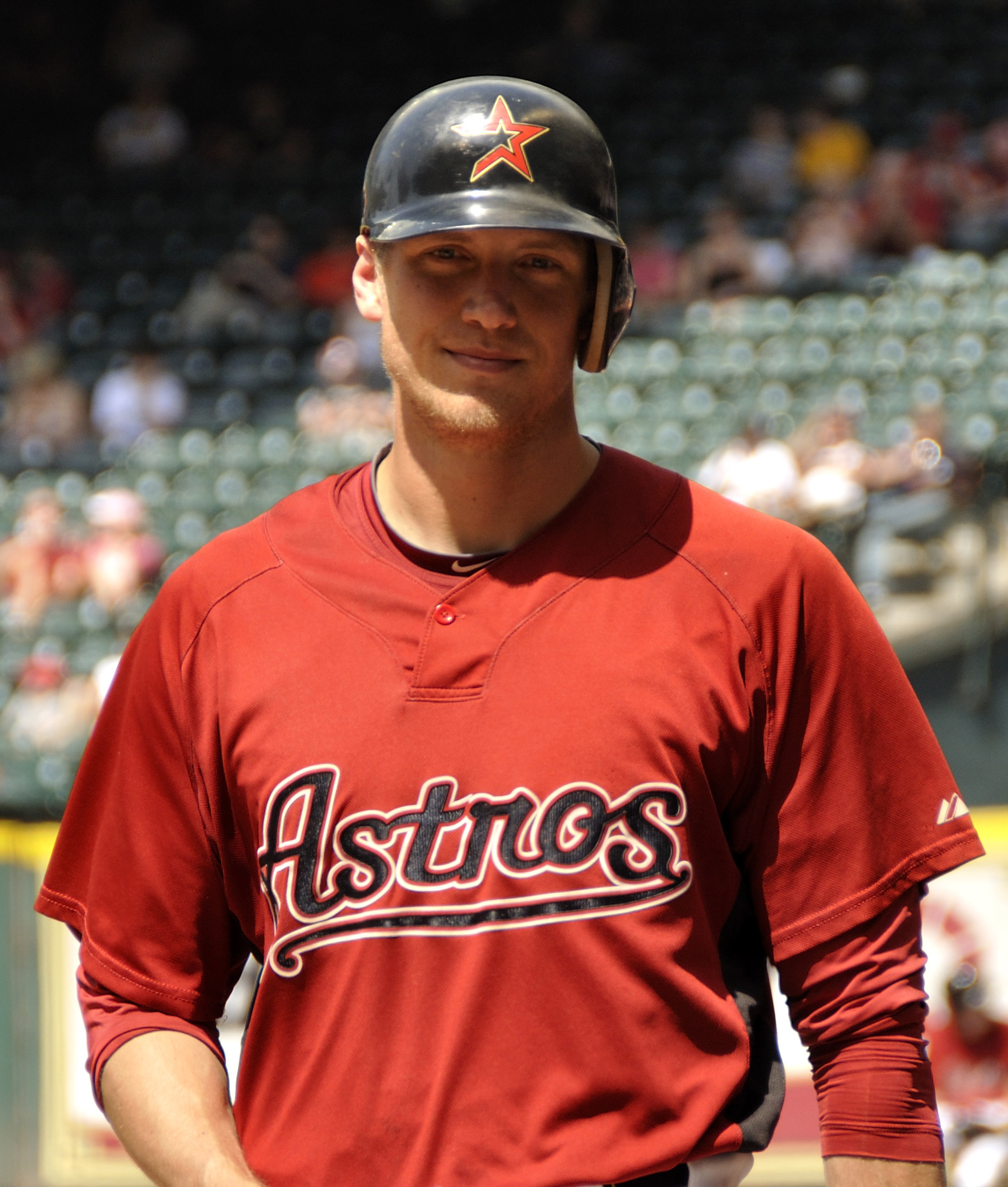
Hunter Pence jako zawodnik Houston Astros.

Pod koniec lipca 2011 w ramach wymiany zawodników przeszedł do Philadelphia Phillies. W sezonie 2011 uzyskał czwartą w National League średnią uderzeń (0,314).

### San Francisco Giants
31 lipca 2012 został zawodnikiem San Francisco Giants. W tym samym roku zagrał we wszystkich meczach World Series, w których Giants pokonali Detroit Tigers 4–0. We wrześniu 2014 podpisał nowy, pięcioletni kontrakt wart 90 milionów dolarów. W 2013 zagrał w wyjściowym składzie we wszystkich 162 meczach sezonu zasadniczego i został pierwszym graczem od 1954 (po Alvinie Darku), który tego dokonał jako zawodnik Giants; jednocześnie Pence został wybrany najlepszym baseballistą w National League we wrześniu.
W lipcu 2014 po raz trzeci w karierze został powołany do MLB All-Star Game. W tym samym roku zagrał we wszystkich meczach World Series, w których Giants pokonali Kansas City Royals 4–3.

### Późniejszy okres
W lutym 2019 został zawodnikiem Texas Rangers, zaś w lutym 2020 powrócił do San Francisco Giants. We wrześniu 2020 ogłosił zakończenie zawodniczej kariery.

## Nagrody i wyróżnienia
| Nagroda/wyróżnienie         | Lata             | Źródło       |
| 3× All-Star                 | 2009, 2011, 2014 | .            |
| 2× zwycięzca w World Series | 2012, 2014       | [ 8 ] [ 11 ] |